# ويستينغهاوس إلكتريك
شركة ويستينغهاوس إلكتريك (بالإنجليزية: Westinghouse Electric Corporation)‏ كانت شركة تصنيع أمريكية. تأسست في 8 يناير 1886، باسم شركة ويستينغهاوس إلكتريك وأعيد تسميتها إلى شركة ويستينغهاوس إلكتريك من قبل مؤسسها جورج ويستينغهاوس (1846-1914). كان جورج ويستينغهاوس قد أسس في السابق شركة (Westinghouse Air Brake Company). اشترت الشركة شركة البث سي بي إس في عام 1995 وأصبحت شركة سي بي إس الأصلية في عام 1997.

## التاريخ
تم تأسيس شركة ويستينغهاوس إلكتريك بواسطة جورج ويستينغهاوس في مدينة بيتسبرغ بولاية بنسلفانيا عام 1886. وأصبحت الشركة نشطة في تطوير البنية التحتية الكهربائية في جميع أنحاء الولايات المتحدة. تقع أكبر مصانع الشركة في شرق بيتسبيرغ بنسلفانيا، وليستر، بنسلفانيا وفي هاميلتون، أونتاريو، حيث صنعوا التوربينات والمولدات والمحركات ومعدات التبديل لتوليد الكهرباء ونقلها واستخدامها. بالإضافة إلى جورج ويستينغهاوس، كان المهندسون الأوائل الذين يعملون في الشركة هم فرانك كونراد، بنجامين غارفر لامي، أوليفر ب. شالينبيرجر، ويليام ستانلي جونيور، نيكولا تسلا، وستيفن تيموشينكو وفلاديمير زوريكين.
في وقت مبكر، كان ويستينغهاوس منافس لشركة كهرباء توماس إديسون. في عام 1892، تم دمج شركة إديسون مع شركة ويستينغهاوس وذلك لمنافسة شركة «كهرباء تومسون-هوشتن» (Thomson-Houston Electric)، مما صنع منافسا أكبر، جنرال إلكتريك. غيرت شركة ويستينغهاوس اسمها إلى شركة ويستينغهاوس إلكتريك في عام 1945.
اشترت شركة ويستينغهاوس شركة سي بي إس في عام 1995 وأصبحت شركة شركة سي بي إس في عام 1997. بين عامي 1997 و 1998، تم بيع وحدة أعمال توليد الطاقة، التي يوجد مقرها في ) بولاية فلوريدا، لشركة سيمنز الألمانية. وبعد عام، باعت «سي بي إس» جميع شركاتها العاملة في مجال الطاقة النووية إلى شركة الوقود النووي البريطاني (BNFL). بعد فترة وجيزة، اكتسبت BNFL حقوق ترخيص على العلامات التجارية ويستينغهاوس واستخدمت تلك لإعادة تنظيم الأصول المكتسبة من شركة كهرباء ويستينغهاوس. تم بيع تلك الشركة لتوشيبا في عام 2006.